# Италианска революция (1848 – 1849)
Италианската революция от 1848 – 1849 г. е революция на територията на съвременна Италия. Тя е сред европейските революции през периода 1848 – 1849 г.
Избухва през март 1848 г. непосредствено след Комунистическия манифест и няколко революциите в Европа – Френската, Германската и Австрийската.
Италианската революция се състои от няколко революции в отделни италиански региони:
1. Революция в Ломбардия и Венеция (1848-1849),
2. Революция в Неаполитанското кралство (1848-1849),
3. Революция в Папската област (1848-1849),
4. Революция в Тоскана (1848-1849),
5. Революция в Пиемонт и херцогствата (1848-1849).

Италианската революция води до избухването на Австро-италианската война (1848 – 1849) и предшества движението на Джузепе Гарибалди за обединение на Италия около Пиемонт, довело до създаването на Кралство Италия през 1861 година.